# Sân vận động Centenario
Sân vận động Centenario (tiếng Tây Ban Nha: Estadio Centenario) là một sân vận động nằm ở Parque Batlle, Montevideo, Uruguay, được sử dụng chủ yếu cho các trận đấu bóng đá. Sân vận động được xây dựng giữa năm 1929 và năm 1930 cho Giải vô địch bóng đá thế giới 1930, cũng như để kỷ niệm 100 năm hiến pháp đầu tiên của Uruguay. Nó được FIFA liệt kê là một trong những sân vận động cổ điển của bóng đá thế giới. Vào ngày 18 tháng 7 năm 1983, nó được FIFA tuyên bố là tượng đài lịch sử duy nhất của World Football, sân duy nhất thuộc loại này trên toàn thế giới.
Sân vận động Centenario là sân nhà chính của đội tuyển bóng đá quốc gia Uruguay. Uruguay luôn là mối đe dọa khi chơi trên sân nhà của họ, liên tục đánh bại các đội bóng hàng đầu. Ngay cả đội tuyển bóng đá quốc gia Brasil được xếp hạng hàng đầu chỉ có ba chiến thắng trong 20 trận đấu; hai trận đấu chính thức trong vòng loại World Cup 2010 và 2018, nhưng một trận đấu là thất bại nặng nề nhất của Uruguay tại sân vận động, khi họ thua 4–0 trước Brasil năm 2009.

## Lịch sử
Việc xây dựng Centenario là một trong những giai đoạn quan trọng nhất trong quá trình phát triển thể thao ở Nam Mỹ và bóng đá quốc tế. Sân được xây dựng đặc biệt cho việc tổ chức Giải vô địch bóng đá thế giới 1930, bởi những người lao động nhập cư trong thời gian kỷ lục 9 tháng. Tên của sân bắt nguồn từ lễ kỷ niệm 100 năm ngày phê chuẩn Hiến pháp đầu tiên của Uruguay.
Ban đầu, tất cả các trận đấu của World Cup đều được diễn ra ở Centenario. Tuy nhiên, những trận mưa lớn ở Montevideo đã làm trì hoãn việc xây dựng sân vận động, do đó một số trận đấu phải diễn ra ở Sân vận động Pocitos của Club Atlético Peñarol và Parque Central của Club Nacional de Football. Sân được khánh thành vào ngày 18 tháng 7 năm 1930, trong trận đấu giữa Uruguay và Peru, với Celeste giành chiến thắng 1–0, với bàn thắng của Hector "Manco" Castro.

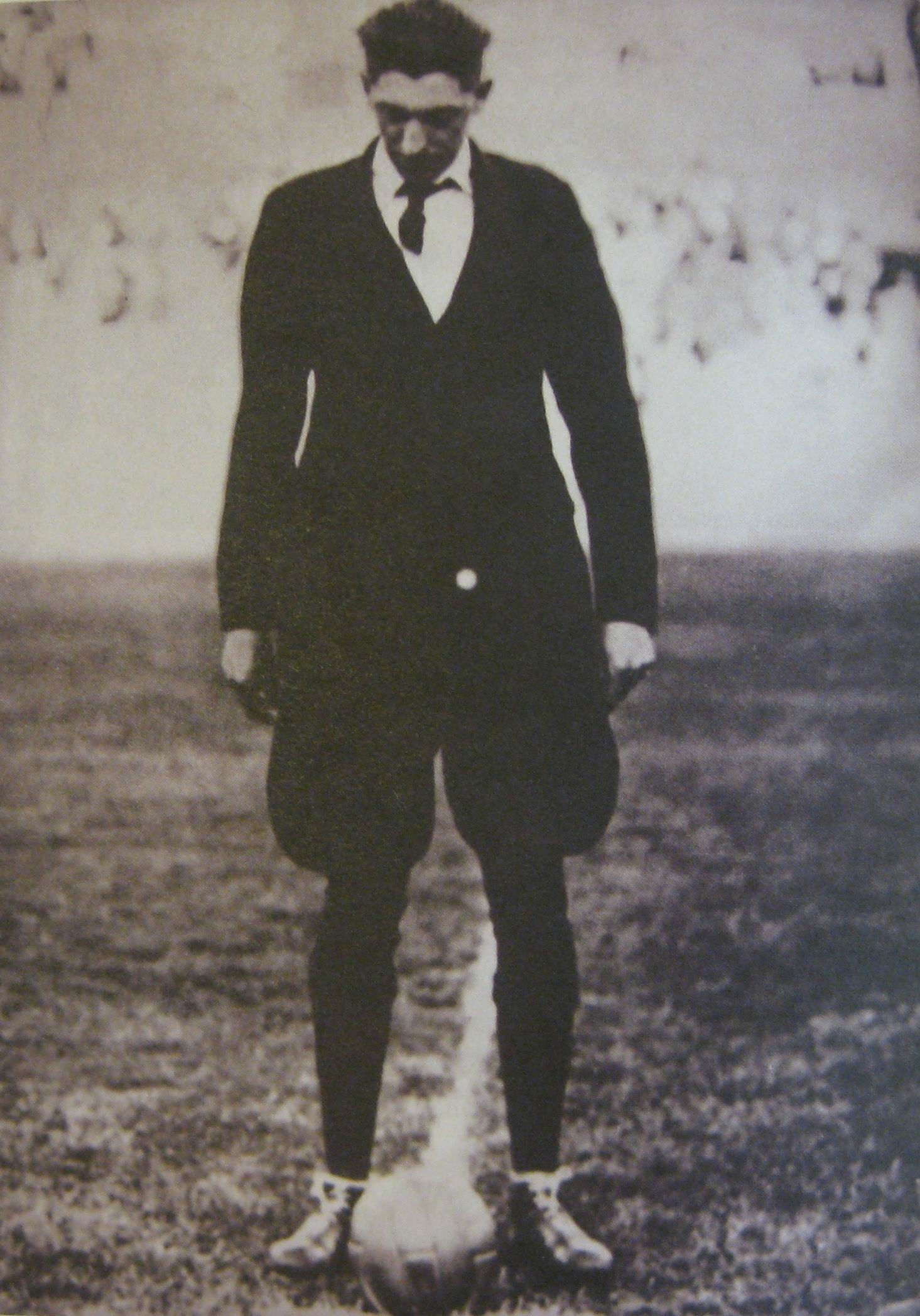
Trọng tài người Bỉ John Langenus trên sân trước Trận chung kết Giải vô địch bóng đá thế giới 1930

Trận đấu chung kết của World Cup diễn ra giữa Uruguay và Argentina, với Uruguay thắng 4–2. Kể từ đó, Centenario là nơi diễn ra Cúp bóng đá Nam Mỹ (1942, 1956, 1967, 1995), 3 lần Giải vô địch bóng đá trẻ Nam Mỹ (1979, 2003, 2015), Giải vô địch bóng đá U-17 Nam Mỹ (1999) và Mundialito 1980.

## Người thuê sân

Toàn cảnh sân vận động Centenario nhìn từ khán đài Olympic.

Ngoài đội tuyển bóng đá quốc gia Uruguay, bất kỳ câu lạc bộ bóng đá nào cũng có thể thuê sân vận động cho các trận đấu trên sân nhà. Peñarol đã làm điều đó thường xuyên, và Nacional thuê sân cho một số trận đấu quốc tế. Peñarol đã chơi tất cả các trận đấu trên sân nhà của mình tại sân vận động từ năm 1933 cho đến khi đội chuyển đến Sân vận động Campeón del Siglo vào năm 2016.
Trong trường hợp của các câu lạc bộ khác của Uruguay, họ thường quyết định thi đấu ở đó với cả Peñarol và Nacional.

## Khán đài
Sân vận động có bốn khán đài được cách nhau bởi bốn làn đường. Khán đài chính là khán đài Olympic (và Platea thấp hơn là Olympic), được đặt tên như vậy vì đội đã giành được hai huy chương vàng Olympic liên tiếp (1924 và 1928). Khán đài này có sức chứa tối đa là 21.648 khán giả ở ba vòng và khán giả. Sau đó, có những loại "bình dân", được gọi như vậy vì chúng được bán rẻ hơn, đó là: Colombes, để vinh danh Colombes, Pháp, nơi đội tuyển quốc gia đã trở thành nhà vô địch Olympic 1924 và Amsterdam, vì đó là nơi Celeste đăng quang chức vô địch Olympic lần thứ hai vào năm 1928. Khán đài Colombes có sức chứa 13.914 khán giả trong khi Amsterdam có sức chứa 13.923 khán giả. Khán đài America song song với khán đài Olympic. Ngoài ra còn có các hộp "VIP" và hộp báo chí có chỗ ngồi cho 1.882 khán giả, cũng như sân ga có chỗ ngồi cho 2.911 khán giả và ngoài ra khán đài có chỗ ngồi cho 5.957 người.
Dưới khán đài Olympic là trường tiểu học "Nº 100 Héctor Fígoli"; và Bảo tàng Bóng đá Uruguay. Dưới khán đài Colombes là Trạm Cảnh sát Nº9.

## Buổi hòa nhạc
Sân vận động đã tổ chức rất nhiều buổi hòa nhạc của các nghệ sĩ trong nước và quốc tế như:
- Aerosmith
- Amaral
- Árbol
- Arnaldo Antunes
- Attaque 77
- Brian May
- Bryan Adams
- Buitres Después de la Una
- Charly García
- Chayanne
- Enrique Iglesias
- Eric Clapton
- Fito Páez
- Guns N' Roses
- Joaquín Sabina
- Joe Cocker
- Joe Vasconcellos
- Jorge Drexler
- Los Olimareños
- Los Piojos
- Luciano Pavarotti
- Luis Miguel
- Maná
- No Te Va Gustar
- Nortec Collective
- One Direction

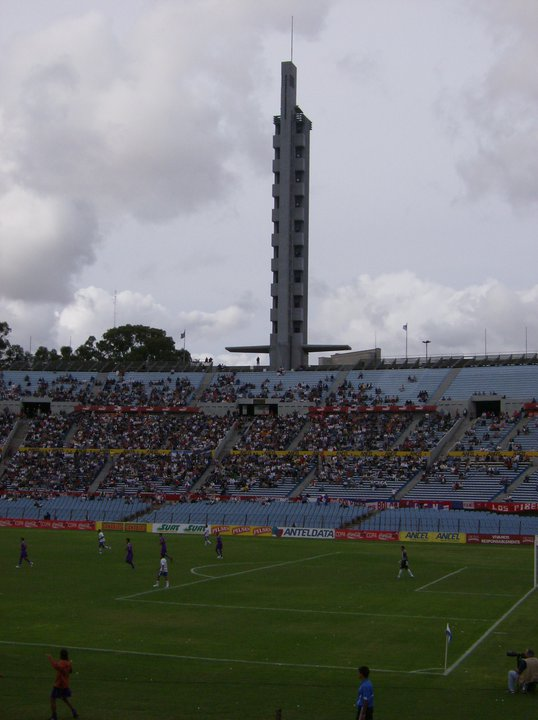
Khán đài Olympic

- Patricio Rey y sus Redonditos de Ricota
- Paul McCartney
- Plácido Domingo
- ReyToro
- Ricardo Arjona
- Rod Stewart
- Roger Waters
- Roxette
- Rubén Blades
- Sebastian Bach
- Serú Girán
- Soledad Pastorutti
- Soy Luna Live
- Sting
- Sui Generis
- The Rolling Stones
- Teen Angels
- The Cult

## Giải vô địch bóng đá thế giới 1930
Sân vận động Centenario đã tổ chức mười trận đấu của Giải vô địch bóng đá thế giới 1930, bao gồm cả trận khai mạc và trận chung kết.

| Ngày                | Thời gian | Đội #1    | Kết quả | Đội #2    | Vòng      | Khán giả |
| ------------------- | --------- | --------- | ------- | --------- | --------- | -------- |
| 18 tháng 7 năm 1930 | 14:30     | Uruguay   | 1–0     | Perú      | Bảng 3    | 57.735   |
| 19 tháng 7 năm 1930 | 12:50     | Chile     | 1–0     | Pháp      | Bảng 1    | 2.000    |
| 19 tháng 7 năm 1930 | 15:00     | Argentina | 6–3     | México    | Bảng 1    | 42.100   |
| 20 tháng 7 năm 1930 | 13:00     | Brasil    | 4–0     | Bolivia   | Bảng 2    | 25.466   |
| 20 tháng 7 năm 1930 | 15:00     | Paraguay  | 1–0     | Bỉ        | Bảng 4    | 12.000   |
| 21 tháng 7 năm 1930 | 14:50     | Uruguay   | 4–0     | România   | Bảng 3    | 70.022   |
| 22 tháng 7 năm 1930 | 14:45     | Argentina | 4–1     | Chile     | Bảng 1    | 41.459   |
| 26 tháng 7 năm 1930 | 14:45     | Argentina | 6–1     | Hoa Kỳ    | Bán kết   | 72.886   |
| 27 tháng 7 năm 1930 | 14:45     | Uruguay   | 6–1     | Nam Tư    | Bán kết   | 79.867   |
| 30 tháng 7 năm 1930 | 14:15     | Uruguay   | 4–2     | Argentina | Chung kết | 68.346   |